# Kevin Magnussen
Kevin Magnussen (født 5. oktober 1992 i Roskilde) er en dansk racerkører. I 2023-sæsonen kører han Formel 1 for det amerikanske Haas F1 Team, som han har kørt for siden 2017 med en etårig pause i 2021.
Han var før medlem af McLaren Young Driver Programme. I 2014-sæsonen havde han fast plads i én af teamets to Formel 1-biler, hvor han havde afløst Sergio Pérez. I sin første formel 1-sæson klarede Magnussen sig fint og opnåede en samlet 11. plads, blandt andet efter at være blevet nummer to i sit allerførste løb i Melbourne. I den følgende sæson blev hans plads overtaget af Fernando Alonso, men da denne kom til skade forud for sæsonens første løb, kom Magnussen tilbage som kører for et enkelt løb. I 2016-sæsonen skiftede han til Renault F1, hvor han ikke havde den store succes og endte på en samlet 16. plads med en bedste placering som nummer 7 i Sotji. I 2017-sæsonen skiftede Kevin Magnussen til det nyopstartet amerikanske Formel 1 hold fra 2016, Haas F1 Team. Her var han holdkammerat med Romain Grosjean. Kevin Magnussen startede sin 4. Formel 1 sæson med det amerikanske hold i 2020. I 2021 holdt han en et-årig pause. Han kom tilbage til Haas F1 Team i Formel 1 2022.
Han er søn af den tidligere Formel 1-kører Jan Magnussen.

## Resultater
Magnussen har indtil videre vundet to serier. I 2008 vandt han den danske Formel Ford-serie, og i 2013 vandt han Formel Renault 3.5 serien for det franske DAMS-team.
Kevin Magnussen er den eneste danske formel 1-kører, der er sluttet på podiet, og er den danske kører med flest formel 1-point samlet. Hans far Jan Magnussen var rekordholdereren med det eneste danske formel 1-point.
I sit første Formel 1-løb i Melbourne, Australien sluttede han på tredjepladsen, men fik tildelt andenpladsen efter Daniel Ricciardo blev diskvalificeret. Dette er hidtil hans bedste placering i Formel 1.
Kevin Magnussen havde i 2018 sin bedste formel 1 sæson i sine 4 år som kører. Han havde en slutplacering på 9, og holdet Haas F1 Team en slutplacering på 5.
Den 11. november 2022 skrev Kevin Magnussen dansk Formel 1-historie ved at være den første dansker i historien som har sat en pole position i et Formel 1-grandprix, efter en kvalifikation der bød på både tørvejr og regn.

## Karriere

### Formel Ford og Formel Renault 2.0
Kevin Magnussen startede sin karriere i den danske Formel Ford-serie i en Aquila FD1 for Fukamuni Racing i 2008. Ligesom hans far, Jan Magnussen, havde gjort det 15 år forinden, vandt Kevin Magnussen serien. Ved sæsonens slutning havde han kørt sig til elleve sejre, tolv podier, seks pole positions og ti hurtigste omgange.
Efter en imponerende sæson i Formel Ford, rykkede Magnussen op i Formel Renault 2.0, hvor han deltog i Northern European Cup (NEC) og den mere prestigefyldte Eurocup for Motopark Academy-teamet. Han endte sæsonen med en syvendeplads i Eurocup og en andenplads i NEC, hvor han samtidigt vandt titlen som "Rookie of the Year". 2009 var også året, hvor Magnussen blev en del af McLarens Young Driver Programme.

### Formel 3
I 2010 rykkede han med Moto Academy-teamet videre op til at køre Formel 3, hvor han deltog i den tyske Formel 3-serie. Han sluttede sæsonen med en samlet tredjeplads efter tre sejre og otte podier, og blev endnu en gang kåret til "Rookie of the Year".
I 2011 skiftede han til Carlin teamet og kørte i den britiske Formel 3-serie. Her kørte han sig til en samlet andenplads, med syv løbssejre, ni podier, seks pole positions og ni hurtigste omgange. I løbet af sæsonen havde han kørt 146 omgange som forreste kører. Han endte sæsonen som den kører, der havde flest pole positions, flest hurtigste omgange og den kører, der havde ført over flest omgange i 2011.

### World Series by Renault 3.5
Han fortsatte hos Carlin i 2012, der havde givet ham et sæde i den prestigefyldte World Series by Renault 3.5. En sejr, tre podier og tre pole positions resulterede i en samlet syvendeplads. Samtidigt fik Magnussen i 2012 rollen som udviklingskører i McLaren, og fik lov at deltage i F1 Young Drivers Test i Abu Dhabi, hvor han med en tid på 1:42.651 var den hurtigste af alle testkørerne.
I 2013 skifter Magnussen til det franske DAMS-team og fortsætter i World Series by Renault. 2013 bliver en fantastisk sæson for Magnussen, der vinder serien efter at have kørt sig til fem løbssejre, tretten podier og otte hurtigste omgange. Samtidig forfremmes han til reservekører i Vodafone McLaren Mercedes F1.

### Formel 1

#### McLaren
Magnussen havde sit første Formel 1-test i en McLaren MP4-27 på Yas Marina Circuit i Abu Dhabi, da der blev afholdt Young Driver-test den 6. november 2012. Han satte den hurtigste tid på en tid af 1 minut, 42 sekunder og 651 millisekunder. Længden af hans test var nok til han fik en "Super License" af Fédération Internationale de l'Automobile (FIA).
Den 14. november 2013 blev det bekræftet, at Magnussen skulle være fast kører for McLaren i 2014-sæsonen, hvor han erstattede Sergio Pérez.
I Jerez og Bahrain-testen havde han gode tider på banen, og i hans første Grand Prix på Melbourne Grand Prix Circuit i Australien kvalificerede han sig til 4. plads. I selve løbet - Magnussen undgik et crash efter at hans bil fik en overstyring gennem hjulspin - og efter at han overhalede Lewis Hamilton ved sving 11, holdt han sin position, og tog tredjepladsen i løbet. Han var 2.2 sekunder bag ved Daniel Ricciardo, der kom på andenpladsen i løbet.
I december 2014 blev Magnussen degraderet til test- og reservekører for McLaren, da teamet hyrede Fernando Alonso som makker til Jenson Button.
3. marts 2015 blev det annonceret at Fernando Alonso, efter et uheld på testbanen, hvor han pådrog sig en hjernerystelse, ikke ville stille til start i det Australske Grand Prix, og Magnussen fik derfor chancen på ny, og på samme bane hvor han havde opnået sit bedste Formel-1 resultat i den foregående sæson. Efter motorproblemer på opvarmningsomgangen, måtte bilen dog udgå allerede inden løbets formelle start.
16. oktober 2015 blev det officielt meldt ud fra McLaren, at Kevin Magnussen ikke ville få fornyet sin kontrakt og dermed ikke længere være tilknyttet teamet efter 2015-sæsonen.

#### Renault
Den 3. februar 2016 blev Kevin Magnussen præsenteret som Renault F1s ene af to kørere forud for 2016-sæsonen. Renault vendte i 2016 tilbage til Formel 1 som et rent fabrikshold, efter at de i flere år havde leveret motorer til andre hold. Magnussen blev teamkammerat med Formel 1-debutanten, englænderen Jolyon Palmer.

#### Haas
Fredag d. 11 november 2016 skrev Kevin kontrakt med Haas F1 Team for en 2-årig periode og afløste dermed Esteban Gutiérrez fra starten af 2017-sæsonen. Kevin har siden sin begyndelse hos Haas F1 Team haft Romain Grosjean som teamkollega. Kevin Magnussen havde i 2018 sin bedste Formel 1 sæson i sin karriere. Han havde en slutplacering på 9, og holdet Haas F1 Team en slutplacering på 5. I 2022 kom han tilbage til Haas F1 Team efter den russiske kører Nikita Mazepin blev fyret, pga. Ruslands krig i Ukraine.

## Resultater

### Formel 1-resultater
(Løb i fed indikerer pole position; løb i skråskrift indikerer hurtigste omgang)
| År   | Hold                           | Chassis        | Motor                           | 1       | 2      | 3       | 4       | 5        | 6       | 7       | 8       | 9       | 10      | 11     | 12      | 13      | 14      | 15     | 16      | 17      | 18      | 19      | 20     | 21      | 22     | WDC | Point |
| ---- | ------------------------------ | -------------- | ------------------------------- | ------- | ------ | ------- | ------- | -------- | ------- | ------- | ------- | ------- | ------- | ------ | ------- | ------- | ------- | ------ | ------- | ------- | ------- | ------- | ------ | ------- | ------ | --- | ----- |
| 2014 | McLaren Mercedes               | McLaren MP4-29 | Mercedes PU106A Hybrid 1.6 V6 t | AUS 2   | MAL 9  | BHR Ret | CHN 13  | ESP 12   | MON 10  | CAN 9   | AUT 7   | GBR 7   | GER 9   | HUN 12 | BEL 12  | ITA 10  | SIN 10  | JPN 14 | RUS 5   | USA 8   | BRA 9   | ABU 11  |        |         |        | 11. | 55    |
| 2015 | McLaren Honda                  | McLaren MP4-30 | Honda RA615H 1.6 V6 t           | AUS DNS | MAL    | CHN     | BHR     | ESP      | MON     | CAN     | AUT     | GBR     | HUN     | BEL    | ITA     | SIN     | JPN     | RUS    | USA     | MEX     | BRA     | ABU     |        |         |        | NC  | 0     |
| 2016 | Renault Sport Formula One Team | Renault RS16   | Renault RE16 1.6 V6 t           | AUS 12  | BHR 11 | CHN 17  | RUS 7   | ESP 15   | MON DNF | CAN 16  | EUR 14  | AUT 14  | GBR 17  | HUN 15 | GER 16  | BEL DNF | ITA 17  | SIN 10 | MAL DNF | JPN 14  | USA 12  | MEX 17  | BRA 14 | ABU DNF |        | 16. | 7     |
| 2017 | Haas F1 Team                   | Haas VF-17     | Ferrari 062 1.6 V6 t            | AUS DNF | CHN 8  | BHR DNF | RUS 13  | ESP 14   | MON 10  | CAN 12  | AZE 7   | AUT DNF | GBR 12  | HUN 13 | BEL 15  | ITA 11  | SIN DNF | MAL 12 | JPN 8   | USA 16  | MEX 8   | BRA DNF | ABU 13 |         |        | 14. | 19    |
| 2018 | Haas F1 Team                   | Haas VF-18     | Ferrari 062 EVO 1.6 V6 t        | AUS DNF | BHR 5  | CHN 10  | AZE 13  | ESP 6    | MON 13  | CAN 13  | FRA 6   | AUT 5   | GBR 9   | GER 11 | HUN 7   | BEL 8   | ITA 16  | SIG 18 | RUS 8   | JPN DNF | USA DSQ | MEX 15  | BRA 9  | ABU 10  |        | 9.  | 56    |
| 2019 | Haas F1 Team                   | Haas VF-19     | Ferrari 064 EVO 1.6 V6 t        | AUS 6   | BHR 13 | CHN 13  | AZE 13  | ESP 7    | MON 14  | CAN 17  | FRA 17  | AUT 19  | GBR DNF | GER 8  | HUN 13  | BEL 12  | ITA DNF | SIG 17 | RUS 9   | JPN 15  | MEX 15  | USA DNF | BRA 11 | ABU 14  |        | 16. | 20    |
| 2020 | Haas F1 Team                   | Haas VF-20     | Ferrari 065 EVO 1.6 V6 t        | AUT DNF | STY 12 | HUN 10  | GBR DNF | 70th DNF | ESP 15  | BEL 17  | ITA DNF | TOS DNF | RUS 12  | EIF 13 | POR 16  | EMI DNF | TUR DNF | BHR 17 | SKH 15  | ABU 18  |         |         |        |         |        | 20. | 1     |
| 2022 | Haas F1 Team                   | Haas VF-22     | Ferrari 066/7 1.6 V6 t          | BHR 5   | SAU 9  | AUS 14  | EMI 9   | MIA DNF  | ESP 17  | MON DNF | AZE DNF | CAN 17  | GBR 10  | AUT 8  | FRA DNF | HUN 16  | BEL 16  | NED 15 | ITA 16  | SIN 12  | JPN 14  | USA 9   | MXC 17 | SAP DNF | ABU 17 | 13. | 25    |

### Komplette karriere resultater
| Sæson | Serie                                 | Team                         | Løb | Sejre | Pole position | Hurtigst omgang | Podium | Points | Resultat |
| ----- | ------------------------------------- | ---------------------------- | --- | ----- | ------------- | --------------- | ------ | ------ | -------- |
| 2008  | Formula Ford Denmark                  | Fukamuni Racing              | 15  | 11    | 6             | 10              | 12     | 267    | 1        |
| 2008  | Formula Ford Duratec Benelux          | Fukamuni Racing              | 2   | 0     | 0             | 0               | 0      | 19     | 19       |
| 2008  | Formula Ford Festival – Duratec class | Fukamuni Racing              | 1   | 0     | 0             | 0               | 0      | N/A    | 7        |
| 2008  | Formula Ford NEZ                      | Fukamuni Racing              | 1   | 1     | 1             | 1               | 1      | 27     | 4        |
| 2008  | ADAC Formel Masters                   | Van Amersfoort Racing        | 4   | 0     | 0             | 1               | 2      | 30     | 12       |
| 2008  | Portugal Winter Series FR2.0          | Motopark Academy             | 2   | 0     | 0             | 0               | 1      | 12     | 10       |
| 2009  | Formula Renault 2.0 NEC               | Motopark Academy             | 14  | 1     | 2             | 4               | 12     | 278    | 2        |
| 2009  | Eurocup Formula Renault 2.0           | Motopark Academy             | 14  | 0     | 0             | 1               | 1      | 50     | 7th      |
| 2009  | Renault Clio Cup Denmark              | ?                            | 2   | 0     | 0             | 0               | 1      | 18     | 12       |
| 2010  | German Formula Three                  | Motopark Academy             | 18  | 3     | 0             | 0               | 8      | 96     | 3        |
| 2010  | Formula 3 Euro Series                 | Motopark Academy             | 2   | 1     | 0             | 0               | 1      | 8      | 12       |
| 2011  | British Formula Three                 | Carlin                       | 29  | 7     | 6             | 9               | 9      | 237    | 2        |
| 2011  | Masters of Formula 3                  | Carlin                       | 1   | 0     | 0             | 0               | 1      | N/A    | 3        |
| 2011  | Macau Grand Prix Formula Three        | Carlin                       | 1   | 0     | 0             | 0               | 0      | N/A    | 19       |
| 2012  | Formula Renault 3.5 Series            | Carlin                       | 17  | 1     | 3             | 0               | 3      | 106    | 7        |
| 2013  | Formula Renault 3.5 Series            | DAMS                         | 17  | 5     | 8             | 3               | 13     | 274    | 1        |
| 2014  | Formel 1                              | McLaren                      | 19  | 0     | 0             | 0               | 1      | 55     | 11       |
| 2015  | Formel 1                              | McLaren                      | 1   | 0     | 0             | 0               | 0      | 0      | NC       |
| 2016  | Formel 1                              | Renault F1                   | 21  | 0     | 0             | 0               | 0      | 7      | 16       |
| 2017  | Formel 1                              | Haas F1 Team                 | 20  | 0     | 0             | 0               | 0      | 19     | 14       |
| 2018  | Formel 1                              | Haas F1 Team                 | 21  | 0     | 0             | 1               | 0      | 56     | 9        |
| 2019  | Formel 1                              | Haas F1 Team                 | 21  | 0     | 0             | 0               | 0      | 20     | 16       |
| 2020  | Formel 1                              | Haas F1 Team                 | 17  | 0     | 0             | 0               | 0      | 1      | 20       |
| 2021  | IMSA SportsCar Championship - DPI     | Cadillac Chip Ganassi Racing | 10  | 1     | 1             | 4               | 5      | 2879   | 7        |
| 2021  | IndyCar Series                        | Arrow McLaren SP             | 1   | 0     | 0             | 0               | 0      | 7      | 42       |
| 2021  | 24 Timers Le Mans - LMP2              | High Class Racing            | 1   | 0     | 0             | 0               | 0      | N/A    | 17       |
| 2022  | Formel 1                              | Haas F1 Team                 | 22  | 0     | 1             | 0               | 0      | 25     | 13       |
| 2022  | IMSA SportsCar Championship - DPI     | Cadillac Chip Ganassi Racing | 1   | 0     | 0             | 0               | 0      | 275    | 23       |
| 2022  | Intercontinental GT Challenge         | AF Corse - MDK Motorsports   | 1   | 0     | 0             | 0               | 0      | 8      | 18       |
| 2023  | Formel 1                              | Haas F1 Team                 | 22  | 0     | 0             | 0               | 0      | 3      | 19       |
| 2024  | Formel 1                              | Haas F1 Team                 | 23  | 0     | 0             | 1               | 0      | 16     | 15       |
| 2025  | FIA World Endurance Championship      | BMW M Team WRT               | 1   | 0     | 0             | 0               | 0      | 18     | 4*       |
| 2025  | IMSA SportsCar Championship - GTP     | BMW M Team RLL               | 2   | 0     | 2             | 0               | 0      | 540    | 7*       |

Sæsonen er fortsat i gang*